# Parque nacional de Karula
Parque nacional de Karula (en estonio: Karula rahvuspark) es un parque nacional en el sur del país europeo de Estonia. Fue establecido en 1979 como un área protegida y en 1993 se convirtió en un parque nacional. Su superficie es de 11 097 hectáreas  El punto más alto está a 137 metros de altura.
La zona se compone principalmente de la histórica parroquia de Karula, que conserva algunas tradiciones rurales ancestrales hasta hoy en día.  En la actualidad cerca de 200 personas viven de forma permanente dentro de los límites del parque nacional.

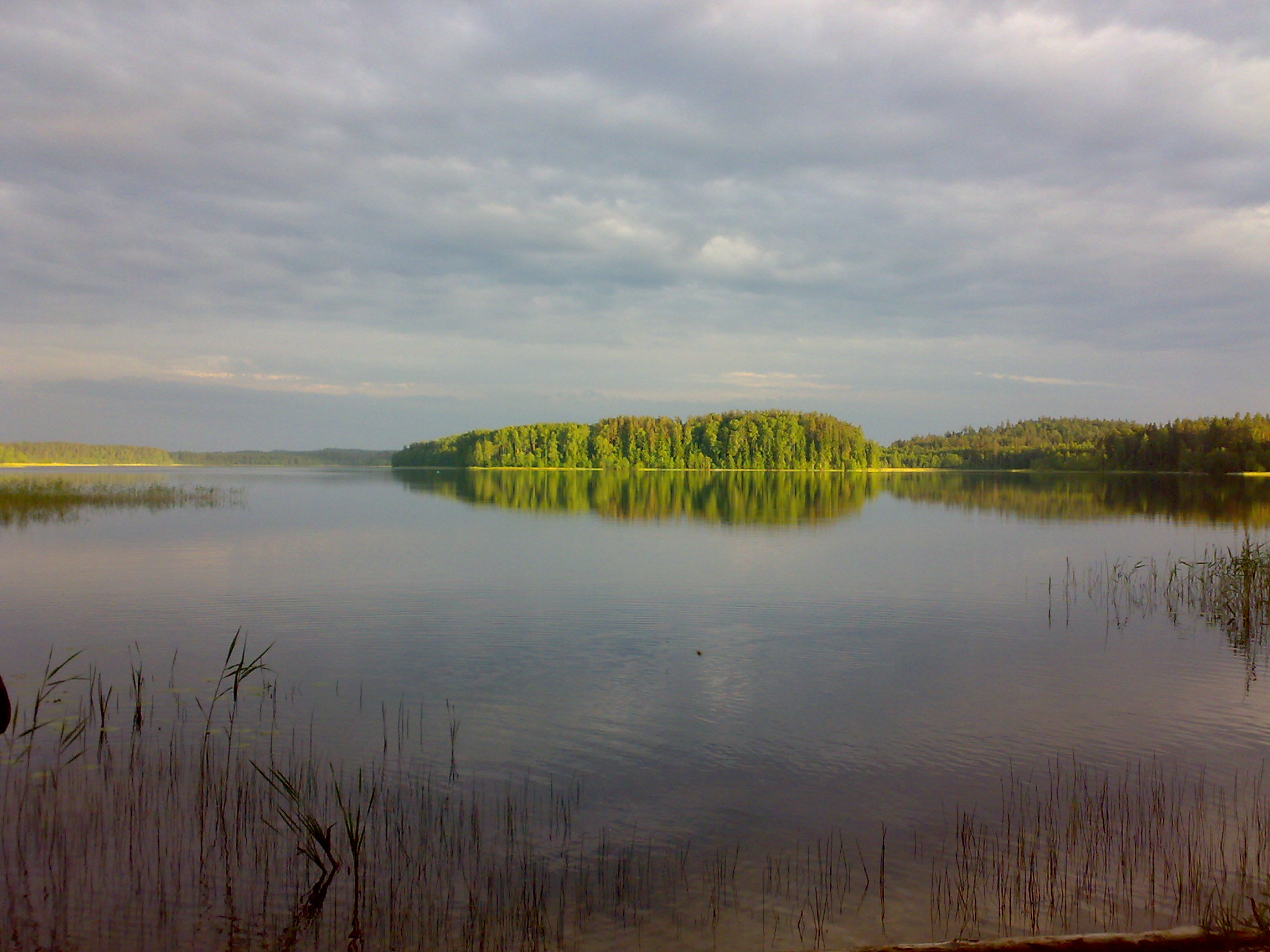
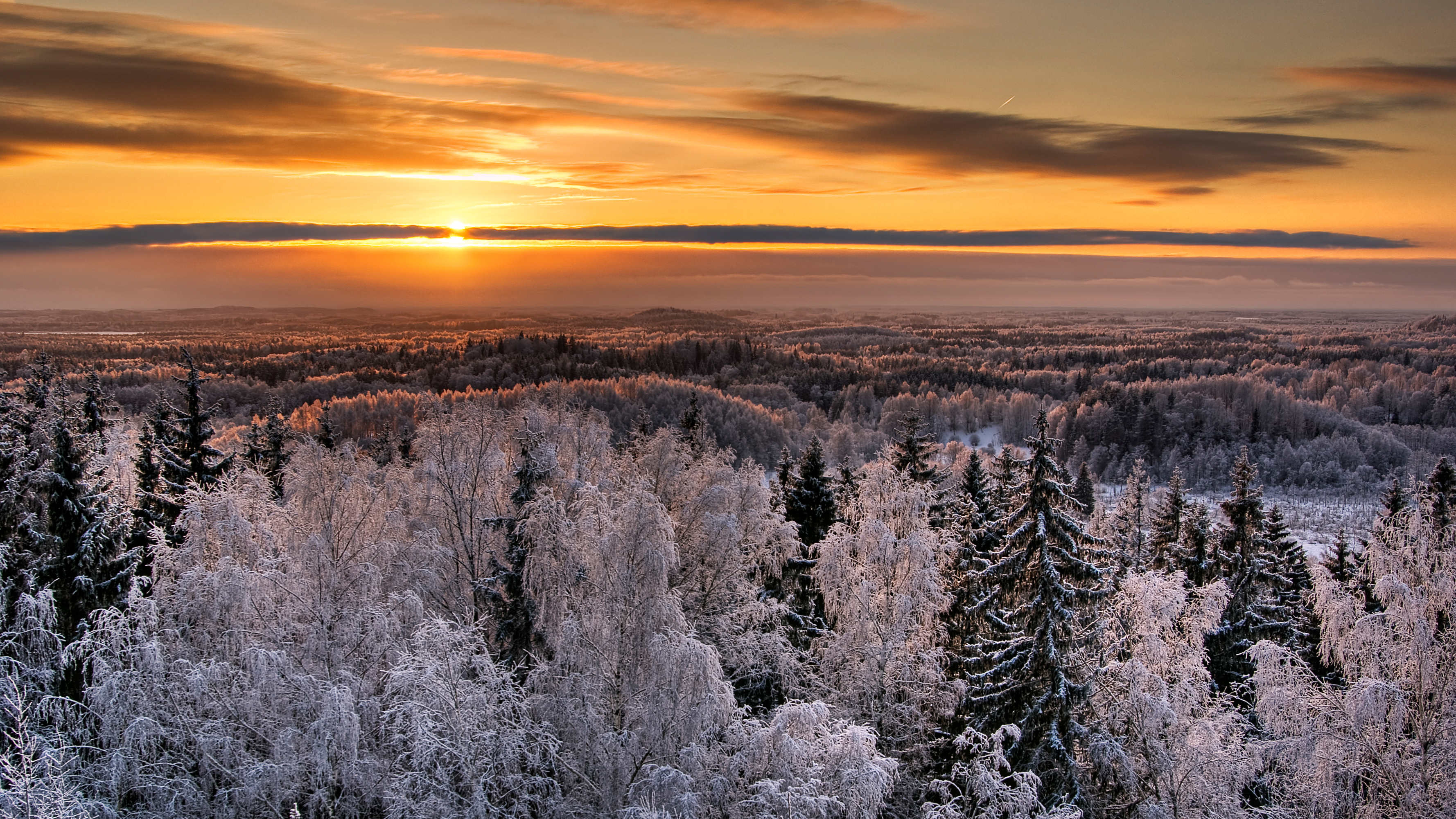
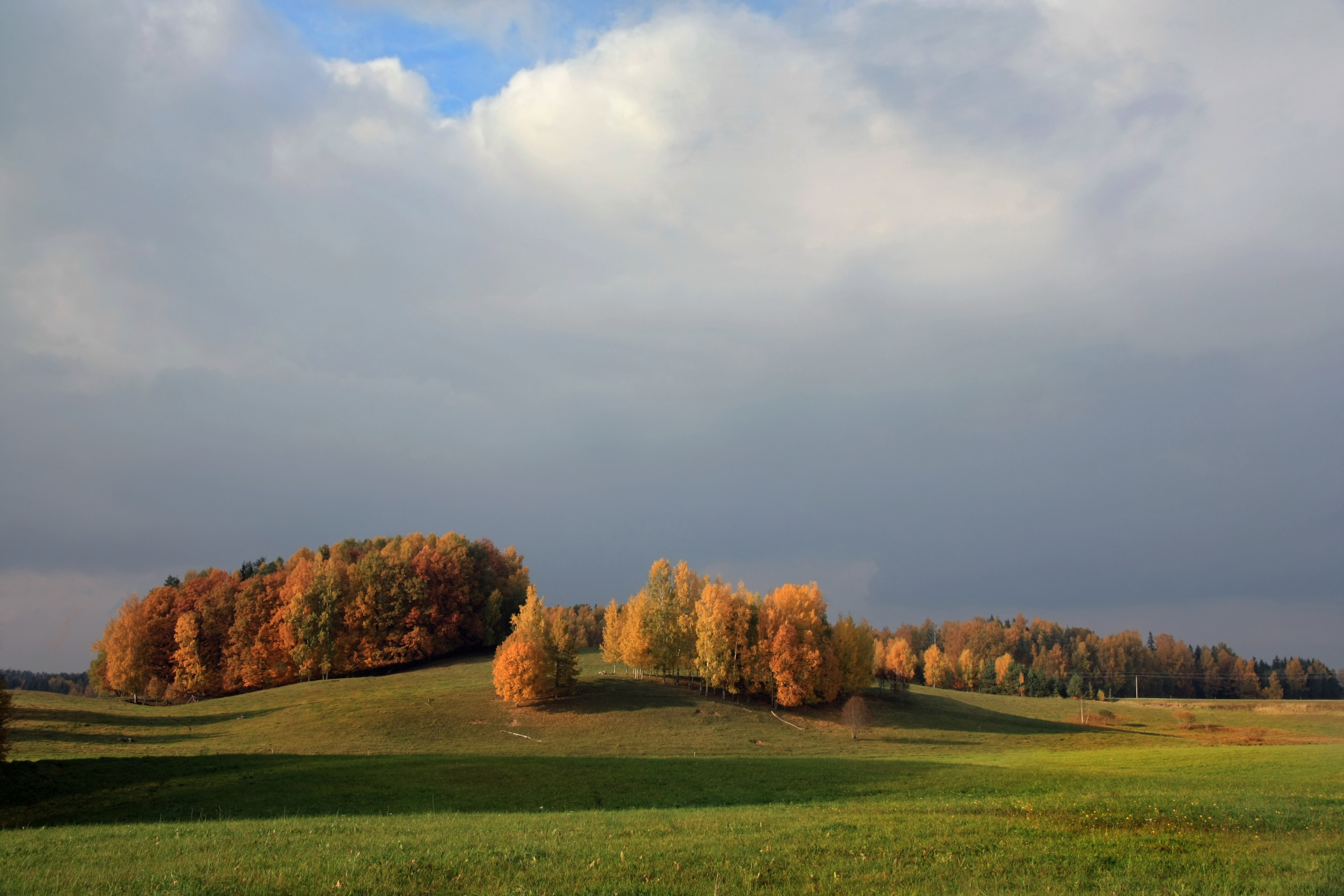